# Saint-Denis-Combarnazat
Saint-Denis-Combarnazat település Franciaországban, Puy-de-Dôme megyében. Lakosainak száma 247 fő (2022. január 1.). Saint-Denis-Combarnazat Beaumont-lès-Randan, Luzillat, Randan, Saint-André-le-Coq és Saint-Clément-de-Régnat községekkel határos.

## Népesség
A település népessége az elmúlt években az alábbi módon változott:
| Lakosok száma | 215  | 221  | 232  | 223  | 231  | 230  | 236  | 241  | 247  |
|               | 2013 | 2015 | 2016 | 2017 | 2018 | 2019 | 2020 | 2021 | 2022 |